# 斯坦西爾 (密蘇里州)
斯坦西爾（英語：Stancil）是位於美國密蘇里州佩米斯科特縣的鬼鎮。

## 歷史
斯坦西爾的郵局於1890年設立，其後於1906年停運。

## 地理
斯坦西爾所處的海拔為高於海平面87米（即285英呎），而該地所採用的時區為UTC-6，即北美中部時區（CST）。同時該地設有夏令時間，為UTC-6調快一小時，即UTC-5（CDT）。